# Жинкин, Николай Иванович
Николай Иванович Жинкин (14 [26] июня 1893, Суздаль, Владимирская губерния — 10 октября 1979, Москва) — советский лингвист и психолог, действительный член Академии художественных наук, редактор Московской киностудии научного фильма, старший научный сотрудник психологического института АПН РСФСР (НИОПП).
Занимался исследованиями психологических и психофизиологических механизмов порождения речевых высказываний, процессов восприятия, понимания и порождения текста как целостного психолингвистического явления. Разрабатывал психологические проблемы речевой коммуникации, понимания текста, развития речи учащихся. Заложил основы отечественной психолингвистики.

## Биография
Учился на историко-филологическом факультете Московского университета, где в 1915 году был награждён золотой медалью за конкурсную работу «О методах психологического исследования». В 1916 г. окончил университет, затем преподавал психологию в ряде институтов Москвы. Начиная с 1914 г., Н. И. Жинкин входит в состав организованного его однокашником Р. О. Якобсоном Московского лингвистического кружка, где тесно общается с известными литераторами современности. В 1920-е годы занимается философскими проблемами, будучи учеником и сотрудником Г. Г. Шпета. Подготовил несколько работ по философии, которые остались неопубликованными. Также, являясь действительным членом секции философии ГАХН, в 1921—1929 гг. активно работал в комиссии по проблеме художественной формы. В ранние 30-е Н. И. Жинкин был известен, в первую очередь, как теоретик кино, сотрудничал с Б. А. Альтшулером, выступал с докладами по кинофотоискусству, писал сценарии к фильмам. Фильм «В глубину живого» (1966) был удостоен Ломоносовской премии I степени, его сценарий был отмечен на Каннском фестивале научно-популярных фильмов, а сам Н. И. Жинкин получил звание лауреата Государственной премии РСФСР.
В 1947 году в Институте психологии защитил кандидатскую диссертацию «Интонация речи в связи с общими проблемами экспрессии». В 1959 году защитил докторскую диссертацию на тему «Механизмы речи», в которой была использована оригинальная методика кинорентгеносъёмки. В 1960—61 гг. в Москве был создан научный совет по комплексным проблемам кибернетики, в котором Н. И. Жинкин возглавил секцию психологической кибернетики, где активно обсуждались вопросы искусственного интеллекта, знаковых систем и управления. Также участвовал в совещании экспертов ЮНЕСКО по программированному обучению.
Умер 10 октября 1979 года. Похоронен на Митинском кладбище.

## Вклад в науку
Н. И. Жинкин много занимался проблемами звучащей речи, проводил эксперименты в акустической лаборатории консерватории с помощью анализа спектральной записи голосов великих певцов. После встречи в Париже в 1962 году с известным исследователем певческого голоса Раулем Хюссоном Н. И. Жинкин совместно с Ю. М. Отряшенковым и Л. А. Хромовым разработал аппаратурный комплекс регистрации микроколебаний голосовых связок, движения гортани, что позволило обосновать концепцию звукопроизводства по системному (нейродинамическому) типу.
В 1958 году вышла его ставшая впоследствии классической работа «Механизмы речи», после чего её автор «проснулся знаменитым». Основные положения книги предшествовали появлению отечественной теории речевой деятельности, оказали влияние на учёных этой области языкознания (таких, как А. А. Леонтьев, Т. В. Рябова (Ахутина), И. А. Зимняя, А. А. Залевская, И. Н. Горелов и др.), а также определили направления экспериментальных исследований. В описанных в этой книге экспериментах сам её автор выступал не только в качестве экспериментатора, но и в качестве испытуемого. Применив уникальную методику, Н. И. Жинкин сформулировал основные положения голосообразования, разработал концепцию глоточного образования слога, раскрыл парадокс речевого дыхания и разногромкости гласных звуков, определил характер управления сегментным и суперсегментным (просодическим) рядом, объяснил механизмы заикания и многие другие явления. Также было показано, что органы предартикуляции и голосовые связки активизируются и занимают определённое положение до начала артикуляции. В некоторых случаях можно даже установить, вопросительное или повествовательное высказывание будет порождено, а это, в частности, проливает свет на то, что порождение высказывания начинается с формирования его как синтаксического целого.
Однако наибольший резонанс вызвала статья в «Вопросах языкознания» «О кодовых переходах во внутренней речи», в которой на основе результатов оригинальных экспериментов постулируется взаимосвязь языка, интеллекта и сенсорики, границу между которыми часто трудно определить. Н. И. Жинкин ввёл понятие универсального предметного кода, который он трактовал как наследуемый генетически. Универсальный предметный код (УПК) — это стык речи и интеллекта, это своего рода код «чистого мышления». УПК имеет принципиально невербальную природу и представляет собой систему знаков, имеющих характер чувственного отражения действительности в сознании. Движение от мысли к слову начинается именно с работы УПК, а динамику порождения высказывания можно представить в виде перехода от УПК к вербальному коду конкретного языка. Эти теоретические положения и их экспериментальное подтверждение существенно дополняют и углубляют концепцию мышления и речи Л. С. Выготского.
В дальнейшем эти и другие идеи Н. И. Жинкина были им обобщены в книгах «Речь как проводник информации» и «Язык. Речь. Творчество». Ему принадлежит ставшая крылатой фраза: «Понимать надо не речь, а действительность». Его суждения о взаимодействия тела и разума человека, не теряя своей актуальности, звучат удивительно современно.
Смысл... начинает формироваться до языка и речи. Надо видеть вещи, двигаться среди них, слушать, осязать — словом, накапливать в памяти всю сенсорную информацию, которая поступает в анализаторы. Только в этих условиях принимается слухом речь с самого начала обрабатывается как знаковая система и интегрируется в акте семиозиса.
Н. И. Жинкин обосновал трактовку внутренней речи как механизма речемыслительной деятельности — субъективного языка, языка-посредника (или «круговорота кодов»), который субъективно не осознаётся, но обеспечивает понимание между говорящими на одном или разных языках людьми. Н. И. Жинкин по праву считается одним из непосредственных предшественников отечественной психолингвистики, его идеи активно используются и развиваются в таких современных направлениях, как когнитивная лингвистика и психология.

### Диссертации
- Жинкин Н. И. Интонация речи в связи с общими проблемами экспрессии: Дис. … канд. психол. наук. — М.: Институт психологии, 1947.
- Жинкин Н. И. Механизмы речи: Дис. … д-ра. пед. наук. — М., 1959.

### Монографии
- Жинкин Н. И. Механизмы речи. — М.: Изд—во Академии педагогических наук, 1958. — 370 с.
- Жинкин Н. И. Речь как проводник информации. — М.: Наука, 1982. — 157 с.
- Жинкин Н. И. Язык. Речь. Творчество. — М.: Лабиринт, 1998. — 366 с.

### Некоторые статьи
- Жинкин Н. И. Восприятие ударения в словах русского языка // Изв. АПН РСФСР. — М., 1954. — Вып. 54. — С. 7—82.
- Жинкин Н. И. Развитие письменной речи учащихся III—VII классов // Изв. АПН РСФСР. — М., 1956. — Вып. 78.— С. 141—250.
- Жинкин Н. И. О кодовых переходах во внутренней речи // Вопросы языкознания. — 1964. — № 6. — С. 26—38.
- Жинкин Н.И. Грамматика и смысл // Язык и человек. — М.: Изд-во Моск.ун-та. 1970. — Вып. 4. — C.63—85.
- Жинкин Н. И. Семиотические проблемы коммуникации животных и человека // Теоретические и экспериментальные исследования в области структурной и прикладной лингвистики. — М.: Изд-во Моск. ун-та, 1973. — С. 60—76.
- Žinkin N.I., Blochina L.P., Potapova R.K. Über die Wahrnehmung der gesprochenen Sprache // Linguistics. Mouton de Gruyter (Germany). 1975 —  Vol. 15. — № 148. — P. 45-60.
- Žinkin N.I., Blochina L.P., Potapova R.K. Über die Wahrnehmung der gesprochenen Sprache // Linguistics. Mouton de Gruyter (Germany). 2009 —  Vol. 13. — № 148. — P. 45-60.  DOI: 10.1515/ling.1975.13.148.45 (2-е издание)